# Surigao City

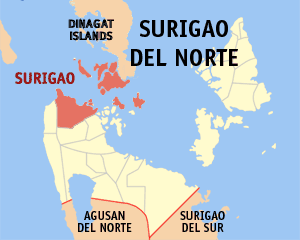
Surigao Citys läge i provinsen Surigao del Norte.

Surigao City är en stad på ön Mindanao i Filippinerna. Den är administrativ huvudort för provinsen Surigao del Norte i regionen Caraga och har 118 534 invånare (folkräkning 1 maj 2000).
Staden är indelad i 54 smådistrikt, barangayer, varav 47 är klassificerade som landsbygdsdistrikt och 7 som tätortsdistrikt.